# Boy George
Boy George, właściwie George Alan O’Dowd (ur. 14 czerwca 1961 w Londynie) – brytyjski piosenkarz i DJ irlandzkiego pochodzenia, wokalista zespołu Culture Club.

## Życiorys
Największe sukcesy odnosił w pierwszej połowie lat 80. jako wokalista zespołu Culture Club, z którym wylansował przeboje „Do You Really Want to Hurt Me” (1982) i „Karma Chameleon” (1983). Od początku kariery w zespole szokował swoim niekonwencjonalnym wyglądem i stylem bycia.
Po zakończeniu współpracy z Culture Club rozpoczął solową karierę i w 1987 wydał debiutancki album pt. Sold, który osiągnął sukces komercyjny, podobnie jak pierwszy singiel z płyty – „Everything I Own”. W następnym roku wydał drugi solowy album, który jednak nie powtórzył sukcesu debiutu. W 1992 na potrzeby ścieżki dźwiękowej do filmu Gra pozorów nagrał piosenkę „The Crying Game”, która była jego pierwszym solowym hitem w USA. Trzy lata później wydał album pt. Cheapness and Beauty.
Na przełomie lat 1998 i 1999 razem z pozostałymi muzykami reaktywował zespół Culture Club. Wiosną 2010 wyruszył w trasę koncertową po Wielkiej Brytanii, która okazała się wielkim sukcesem wśród fanów, a w październiku wydał album pt. Ordinary Alien. W 2020 został jednym z jurorów programu The Voice Stage.

## Życie prywatne

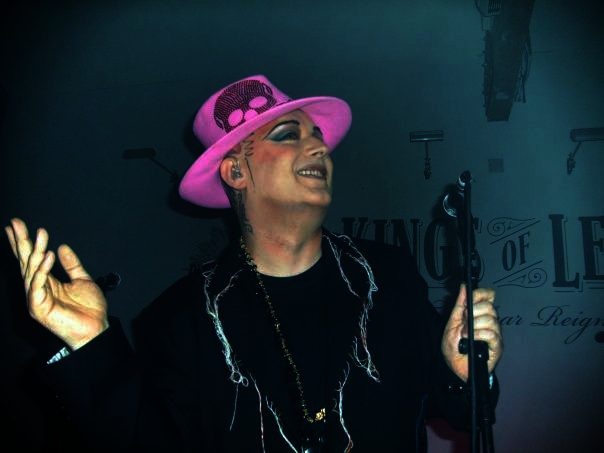
Boy George, 2010

Deklaruje się jako osoba homoseksualna. W latach 80. był związany z perkusistą Culture Club, Jonem Mossem, i większość napisanych przez niego wówczas piosenek opowiadała o burzliwym związku.
Wyznaje buddyzm.
W latach 80. uzależnił się od heroiny i kokainy.  W 1986 został skazany za posiadanie heroiny, 7 października 2005 został aresztowany w Nowym Jorku i ponownie skazany za posiadanie narkotyków. W 2007 sąd skazał go za odwołanie koncertu bez powodu, w innym postępowaniu sądowym w 2007 został skazany za składanie fałszywych zeznań. W styczniu 2009 został skazany na 15 miesięcy więzienia za znęcanie się nad Audunem Carlsenem, norweskim pracownikiem agencji towarzyskiej.

## Dyskografia
- 1987: Sold
- 1988: Tense Nervous Headache
- 1989: Boyfriend
- 1991: The Martyr Mantras
- 1995: Cheapness and Beauty
- 1999: The Unrecoupable One Man Bandit
- 2002: U Can Never B2 Straight
- 2010: Ordinary Alien
- 2013: This Is What I Do
- 2020: This Is What I Dub Volume 1
- 2021: Cool Karaoke Volume 1

## Autobiografie
- 1995: Take It Like a Man
- 2005: Straight